# Jablonica
Jablonica este o comună slovacă, aflată în districtul Senica din regiunea Trnava. Localitatea se află la altitudinea de 209 m deasupra n.m., se întinde pe o suprafață de 31,44 km2 și în 2011 număra 2.254 de locuitori. 

## Istoric
Localitatea Jablonica este atestată documentar din 1262.

## Demografie
| An:                | 1994 | 2004   | 2014   | 2024   |
| ------------------ | ---- | ------ | ------ | ------ |
| Număr de persoane: | 2264 | 2279   | 2254   | 2222   |
| Diferență:         |      | +0,66% | −1,09% | −1,41% |

| An:                | 2023 | 2024   |
| ------------------ | ---- | ------ |
| Număr de persoane: | 2223 | 2222   |
| Diferență:         |      | −0,04% |